# Acalypha carrascoana
Acalypha carrascoana là một loài thực vật có hoa trong họ Đại kích. Loài này được Cardiel mô tả khoa học đầu tiên năm 1994 publ. 1995.